# Rasmi Chalidowitsch Dschabrailow
Rasmi Chalidowitsch Dschabrailow (russisch Расми Халидович Джабраилов; * 8. Dezember 1932 in Kassumkent, Sowjetunion; † 22. Januar 2022 in Moskau) war ein sowjetischer bzw. russischer Schauspieler und Regisseur.

## Leben und Leistungen
Dschabrailow schloss 1955 die Schauspielfakultät und 1961 die Regiefakultät am Staatlichen Institut für Theaterkunst ab.
Ab 1955 spielte er für ein Jahr am Lesgischen Dramatheater in Derbent. Von 1961 bis 1962 hatte Dschabrailow eine Stelle als Regisseur des Zweiten Stabes bei Tadschikfilm inne und war danach bis 1963 Regisseur beim Dagestanischen Russischen Theater „M. Gorki“ in Machatschkala sowie leitender Regisseur am Dagestanischen Theater in Isberbasch. Anschließend arbeitete er für ein Jahr beim Gorkitheater des Oblast Tula.
Ab 1964 trat Dschabrailow am Moskauer Theater für Drama und Komödie auf. Eine seiner größten dortigen Rollen war die des Marmeladow in einer Bearbeitung von Schuld und Sühne. Von 2002 an gehörte er bis zu seinem Tod dem Ensemble des Majakowski-Theaters an.
1962 gab Dschabrailow in dem Drama Одержимые (Oderschimyje) sein Filmdebüt. Bis 2013 war er in über 80 Kino- und Fernsehproduktionen als Nebendarsteller zu sehen.
Am 10. Februar 1987 wurde Dschabrailow der Titel Verdienter Künstler der RSFSR zuerkannt. Am 9. Juni 2000 erhielt er den Preis der Russischen Föderation für Literatur und darstellende Kunst für das Jahr 1999. Am 13. Juni 2019 wurde seine Prämierung mit der Medaille für Verdienste am Vaterland 2. Klasse bekannt gegeben.
Dschabrailow starb 89-jährig in Moskau. Nach Angaben seiner Tochter, der Schauspielerin Madlen Dschabrailowa (* 19. Dezember 1970), erlag er den Folgen einer COVID-19-Infektion. Sein Grab befindet sich auf dem Friedhof Trojekurowo.

## Theaterarbeit (Auswahl)

### Moskauer Theater für Drama und Komödie
- Der gute Mensch von Sezuan
- Hamlet
- Мать (Mat) – nach Die Mutter
- Преступление и наказание (Prestuplenije i nakasanije) – nach Schuld und Sühne
- Что делать? (Tschto delat?) – nach Nikolai Tschernyschewskis Roman
- Десять дней, которые потрясли мир (Desjat dnei, kotoryje potrjasli mir), nach Zehn Tage, die die Welt erschütterten
- Nachtasyl
- Обмен (Obmen) – nach Der Tausch

### Majakowski-Theater
- Die Heirat
- Die Geschichte vom großen Krakeel zwischen Iwan Iwanowitsch und Iwan Nikiforowitsch
- Братья Карамазовы (Bratja Karamasowy) – nach Die Brüder Karamasow
- Мертвые души (Mertwyje duschi) – nach Die toten Seelen
- Talente und Verehrer – von Alexander Ostrowski

## Filmografie (Auswahl)
- 1966: Sturm an der Steilwand (Wertikal)
- 1969: Begegnung an der alten Moschee (Wstretscha u staroi metscheti)
- 1975: Bitte recht freundlich (Kakaja u was ulybka)
- 1975: Brillanten für die Diktatur des Proletariats (Brillijanty dlja diktatury proletarijata)
- 1975: Ein teurer Knabe (Dorogoi maltschik)
- 1981: Märchen in der Nacht erzählt (Skaska, rasskasannaja notschju)
- 1988: Sperrzone (Dapretnaja zona)
- 1996: Lebenslinien – Schicksal auf Russisch (Ligne de vie)
- 1996: Die Rückkehr des Panzerkreuzers (Woswraschtschenije bronenosza)
- 2002: Das Irrenhaus (Dom durakow)